# 서천휴게소
서천휴게소(舒川休憩所, Seocheon Reservice Area)는 충청남도 서천군 서천읍에 위치한 서해안고속도로의 고속도로 휴게소이다. 양방향 모두 휴게소가 존재한다.

## 시설
- 주차장
- 화장실
- 주유소:알뜰주유소(양뱡향)
- LPG 충전소:E1 LPG(양방향)
- 전기차충전소
- 수소충전소
- 현금 자동 입출금기
- 매점
- 브랜드매장: 할리스커피

## 전후
- 서천 나들목→서천휴게소→춘장대 나들목
- 군산휴게소→서천휴게소→대천휴게소